# Municipio de Dimmick
El municipio de Dimmick (en inglés: Dimmick Township) es un municipio ubicado en el condado de LaSalle en el estado estadounidense de Illinois. En el año 2010 tenía una población de 737 habitantes y una densidad poblacional de 7,79 personas por km².

## Geografía
El municipio de Dimmick se encuentra ubicado en las coordenadas 41°24′41″N 89°6′26″O / 41.41139, -89.10722. Según la Oficina del Censo de los Estados Unidos, el municipio tiene una superficie total de 94.62 km², de la cual 94,62 km² corresponden a tierra firme y (0 %) 0 km² es agua.

## Demografía
Según el censo de 2010, había 737 personas residiendo en el municipio de Dimmick. La densidad de población era de 7,79 hab./km². De los 737 habitantes, el municipio de Dimmick estaba compuesto por el 94,44 % blancos, el 0,27 % eran afroamericanos, el 1,49 % eran asiáticos, el 2,85 % eran de otras razas y el 0,95 % eran de una mezcla de razas. Del total de la población el 5,83 % eran hispanos o latinos de cualquier raza.